# Форманюк, Александра Михайловна
Александра Михайловна Форманюк (2 февраля 1930, Свинюхи, Волынское воеводство — 31 июля 2000, Приветное, Волынская область) — украинская советская деятельница, свинарка, новатор сельскохозяйственного производства. Герой Социалистического Труда (1966). Член Ревизионной Комиссии КПУ в 1976—1981 г. Депутат Верховного Совета СССР 7-9-го созывов.

## Биография
Родилась в семье крестьянина Михаила Трофимюка. До 1948 года работала в хозяйстве родителей.
С 1948 г. — колхозница, звеньевая колхоза «Путь к коммунизму» Локачинского района. С 1954 г. — свинарка колхоза имени ХІХ съезда КПСС (затем — имени Ленина) села Приветное Локачинского района Волынской области.
Член КПСС с 1960 года.
Образование среднее.
Инициатор массового откорма свиней на Волыни, что позволило значительно увеличить производство свинины.
После — на пенсии в селе Приветное Локачинского района Волынской области.

## Награды
- Герой Социалистического Труда (22.03.1966);
- два ордена Ленина (22.03.1966, 14.02.1975);
- орден Октябрьской Революции (08.04.1971);
- медали.

## Ссылка
- [leksika.com.ua/13211106/ure/formanyuk Форманюк Александра Михайловна]